# Zofia Hoszowska-Kretowa
Zofia Hoszowska-Kretowa, ps. „Jasna”, „Alina” (ur. 1 kwietnia 1908 w Krakowie, zm. 26 czerwca 1983 w Luboniu) – polska nauczycielka, harcmistrzyni, w latach 1936–1938 komendantka Śląskiej Chorągwi Harcerek.

## Życiorys
Urodziła się 1 kwietnia 1908 roku w Krakowie. W wieku 10 lat uczestniczyła w pracach Koła „Promienistych”, a następnie działała w „Sokole”. W wieku 12 lat wstąpiła do harcerstwa, w którym przeszła wszystkie stopnie młodzieżowe i instruktorskie. W 1933 roku ukończyła filologię na Uniwersytecie Jagiellońskim, po czym podjęła pracę nauczycielki w Szkole Powszechnej nr 20 w Katowicach, a w 1936 roku w prywatnej szkole im. Królowej Jadwigi.
W 1933 roku założyła Pierwszą Żeńską Drużynę Harcerską w katowickim Załężu, a od września tego samego roku prowadziła katowicki hufiec. W tym czasie pomagała prowadzić sekretariat harcerski przewodniczącego Związku Harcerstwa Polskiego, wojewody śląskiego Michała Grażyńskiego, a także współpracowała przy czasopiśmie harcerskim „Na tropie”. W 1936 roku powierzono jej komendę Śląskiej Chorągwi Harcerek, pełniąc tę funkcję do 1938 roku. Prowadziła kursy i obozy szkoleniowe. Wyszła za mąż za Józefa Kreta (1895–1982), nauczyciela, publicystę i harcerza, po czym zamieszkała w Nierodzimiu, skąd dojeżdżała do pracy w gimnazjum w ówczesnym Cieszynie Zachodnim.
Po wybuchu II wojny światowej, w grudniu 1939 roku złożyła przysięgę w Związku Walki Zbrojnej. W tym okresie wraz z mężem i córką Barbarą zamieszkała w Staromieściu, gdzie wspólnie prowadzili tajne nauczanie i współpracowali przy wydawaniu „Biuletynu Informacyjnego”. W 1942 roku była aresztowana i odsadzona w więzieniu Montelupich w Krakowie. Po trzech miesiącach ją zwolniono. Działała jako łączniczka dowódcy Kedywu w okręgu rzeszowskim Związku Wali Zbrojnej. Przewoziła broń i amunicję do oddziałów partyzanckich w rejonie Jasła. W czerwcu 1943 roku została aresztowania, lecz ostatecznie wróciła do domu. 15 sierpnia 1944 roku otrzymała stopień podporucznika Armii Krajowej.
Po wojnie wraz z mężem wróciła na Śląsk Cieszyński, gdzie wznowili działanie Uniwersytetu Ludowego w Nierodzimiu oraz prowadzili działalność kulturalno-oświatową. W latach 1957–1958 była instruktorką Hufca ZHP w Cieszynie.
Zmarła 26 czerwca 1983 roku. Pochowana została na cmentarzu Rakowickim w Krakowie obok swojego męża Józefa.

## Ordery i odznaczenia
- Srebrny Krzyż Zasługi z Mieczami (1943)[1]
- Krzyż Walecznych (1944)[1]
- Krzyż Kawalerski Orderu Odrodzenia Polski (1972)[7]